# Меметов, Сейтабла Мустафаевич
Сейтабла́ Мустафа́евич Меме́тов (крымскотат. Seytabla Mustafa oğlu Memetov, Сейтабла Мустафа огълу Меметов; род. 4 августа 1960, Андижан) — крымскотатарский певец, заслуженный артист Украины (2008), заслуженный артист Автономной Республики Крым (2001). Обладатель многотонального тенора, обладатель звания Золотого Голоса Крыма. Артист драмы высшей категории. С 1989 году работает в «Крымскотатарском государственном академическом музыкально-драматическом театре».

## Детство-Обучение
Родился 4 Августа 1960 г в городе Андижан (Узбекистан).
С детства Сейтабла проявил музыкальные склонности и выучился играть на баяне в раннем возрасте. С 1962—1972 годах учился в школе N44 (Андижан), 1967—1975 годах в школе N9 (Асака, Узбекистан). Позже после службы в армии, будущий певец сдал экзамены в Ферганский государственный университет в 1983 году, сначала на факультет физического воспитания по лёгкой атлетике, потом на музыкальную кафедру. После получения диплома в 1987 году, Сейтабла Меметов начал работать музыкальным педагогом.

## Карьера
В 1989 году, в Ташкенте, Меметов прошёл конкурсный отбор артистов для будущего «Крымскотатарского государственного академического музыкально-драматического театра», перед тем как собственно вернуться в Крым в том же году. В первой постановке Крымскотатарского театра, под названием «Арзы Кыз» исполнил роль Ашика (рассказчика).
С того времени артист исполнял главные роли в различных спектаклях, например «Янгиз Йилдыз», «Геджелер Хайр» («Спокойной ночи»), «Сабирсиз Кайнана» («Нетерпеливая тёща»), «Йеди Коджали Урмус».
Также Меметов сыграл в таких спектаклях, как: «Насреддин оджа» по пьесе Элтона, «Авдет» автор Б. Билялов, «Алим» (Ринат Бекташев), «Адин чикъкъандже джанинъ чикъсин» пьеса Ильяса Бахшиша, «Дубаралы той» пьеса Ю. Болата, «Евленюв» пьеса Н. Гоголя, «Аршин мал алан» пьеса Аджибея, «Аладдин в стране сказок» пьеса Г. Бекташева, «Гизли кач» пьеса К. Конъгуратли, «Мяу карнавал» пьеса Рината Бекташева, «Антиквар тюкани» (А. Чехова) и других.
Тенор исполнителя, его сценический шарм нашли признание не только на Украине и на полуострове, но и за рубежом — в Дании, Германии (Ганновер, Бремен, Гамбург, Франкфурт на Майне и другие города), Великобритании, Швейцарии, Румынии, Турции, Узбекистани, Беларуси, России и Китае в гастрольных турах с 1991 по 2015 год.
Так в 2000 году, в составе Севастопольского ансамбля песни и танца, Сейтабла Меметов принял участие в 70 гастрольных концертах на территории Германии и Дании. Похоже, в 2006 певец дал согласие на профессиональный контракт в Пекине, КНР, в Пекинском театре Сейтабла Меметов исполнял песни на разных языках, от классики до народного фольклора.
Актёра заметили известные кинорежиссёры, посреди них — Александр Муратов и Николай Мащенко. Меметов получил роли в таких фильмах как «Татарский триптих» (2004), «Богдан-Зиновий Хмельницкий» (2006), и других работах.
Сейтабла Меметов регулярно принимает участие в работах Крымскотатарского театра и концертах, в Крыму и Киеве, так: 2 декабря, 2017 в Государственном академическом музыкальном театре в Симферополе прошёл финальный гала-концерт детского конкурса «Qaradeniz: Canlı ses-2017» в котором исполнитель принял участие. Исполнитель тесно сотрудничает с оркестром Крымскотатарского музыкально-драматического театра, который занят в большинстве клипов Меметов, один из них «Ватан Дуйгуси».
В 2015—2016 годах Сейтабла Меметов в сотрудничестве с Qaradeniz production и крымскотатарскими артистами Рустемом Меметовым, Гулизар Бекировой, Айсель Балич, Сервером Какурой, Дилявером Османовым, Асаном Биляловым, Асаном Хайретдиновым, Реаной Тарковой и DJ Bebek снялся в клипе на легендарную песню «Ey, Guzel Qirim».

## Семья
Сейтабла Меметов женат на Тамиле Меметовой (девичья фамилия: Мурзакаева. Родилась 24 марта 1965), исполняющий обязанности главного администратора в Крымскотатарском музыкально-драматическом театре.
Сейтабла и Тамила Меметовы имеют взрослую дочь — Эмилию Меметову. Эмилия Меметова (родилась 22 декабря 1987) унаследовала творческие способности и прекрасный голос выдающегося отца. Окончила Киевскую Музыкальную консерваторию — Магистр по направлению классического вокала, под руководством сопрано и народной артистки Украины — Евдокии Васильевны Колесник. Лауреат международных вокальных конкурсов, Эмилия продолжает артистическую деятельность в театре и на сцене. Живёт в Киеве и в Крыму.

## Фильмография
- 2004 — Татарский триптих — грек
- 2006 — Богдан-Зиновий Хмельницкий — эпизод
- 2019 — Пустыня — пастух
- 2020 — Шугалей-2 — имам

Также в 2010-х годах снимался в российских сериалах «Одиссея сыщика Гурова», «Береговая охрана», «Тайна кумира», «Один против всех».

## Дискография и песни
"К большому сожалению, записали всего один диск, с моим коллегой по театру с заслуженным артистом Украины, Дилявером Сеттаровым, мы этот диск записали в г. Котлы, на личной студии народной артистки Татарстана, Гульзады ханум Сафиулиной, с ее доброй руки, с ее помощью... к тому времени мои коллеги и я, были больше заняты в спектаклях, нежели пели. Разумеется, были и концерты, однако в записи дисков как-то не особо задумывались, зарождались песни, в тот же момент переходили на радио и телевидение. Хотя, записывать альбомы необходимо в любом случае...сейчас тоже есть ряд песен, из которых можно создать альбом, так я планирую заняться данным вопросом в ближайшее время.."общение с артистом 31.01.2018. 
1. «Ватан Дуйгуси»[5] (патриотическая баллада, автор Зарема Аблаева, композитор Энвер Эмиров)
2. «Ant Bergenmen» Feat. Дилявер Сеттаров. Крымскотатарский национальный гимн[6]
3. «Тагдир/Татарлигим»[7]
4. «Бизим Даглар»[8] ()
5. «Ey, Guzel Qirim» solo
6. «Ey, Guzel Qirim» от Qaradeniz production[4]
7. «Тат къиз»
8. «ХАЯЛЫМДАСЫНЪ»[9]
9. «Дульберим» ()
10. «Qadınlar». Feat. Зоре Кадиева[10]
11. «Ave, Maria». Feat. Эмилия Меметова[11]
12. «Элиф Дедим»[12]
13. «Амет-Хан»
14. «Zeynebim»
15. «Ялгизим»
16. «Menim Sevgilim» (
17. «Arabalar»
18. «Байдарава Йеллари»
19. Концерт Крымскотатарского государственного драматического театра с участием С. Меметова и Дилявера Сеттарова, 2009[13]

""Первые мои песни были записаны с поддержкой композитора и исполнителя, Сервера Какуры, на дисках которого звучат дюжины его песен - в моем исполнении, за что я очень благодарен С. Какуре. Авторами произведений послужили известные поэты - Шакир Селим"", Аблязиз Велиев..."
Сейтабла Меметов, общение с артистом 31.01.2018." 
В городе Казань, Сейтабла Меметов и Дилявер Сеттаров записали свой первый диск.